# Yonas Fesehaye
Yonas Fesehaye (Etiopía, 16 de julio de 1983) es un exfutbolista de Eritrea que jugaba en la posición de centrocampista.

## Carrera

### Club
Jugó toda su carrera con el Red Sea FC de 1999 a 2010, con el que fue campeón nacional en cinco ocasiones.

### Selección nacional
Debutó con Eritrea el 6 de junio de 1999 en una derrota por 0-1 ante Camerún en Asmara por la clasificación para la Copa Africana de Naciones de 2000, su primer gol internacional lo anotó el 19 de junio de 1999 en una victoria por 1-0 ante Mozambique en Asmara por la misma competición. Jugó 17 partidos con la selección nacional y anotó cinco goles, y su último partido internacional lo jugó el 9 de septiembre de 2007 en un empate 0-0 ante Suazilandia en Asmara por la Clasificación para la Copa Africana de Naciones de 2008.

## Logros
- Primera División de Eritrea (5): 2000, 2002, 2005, 2009, 2010.